# منتخب كازاخستان تحت 20 سنة لكرة القدم
منتخب كازاخستان تحت 20 سنة لكرة القدم هو ممثل كازاخستان الرسمي في المنافسات الدولية في كرة القدم في فئة كرة قدم تحت 20 سنة للرجال
، يديريه اتحاد كازاخستان لكرة القدم.